# R. J. Dwayne Miller

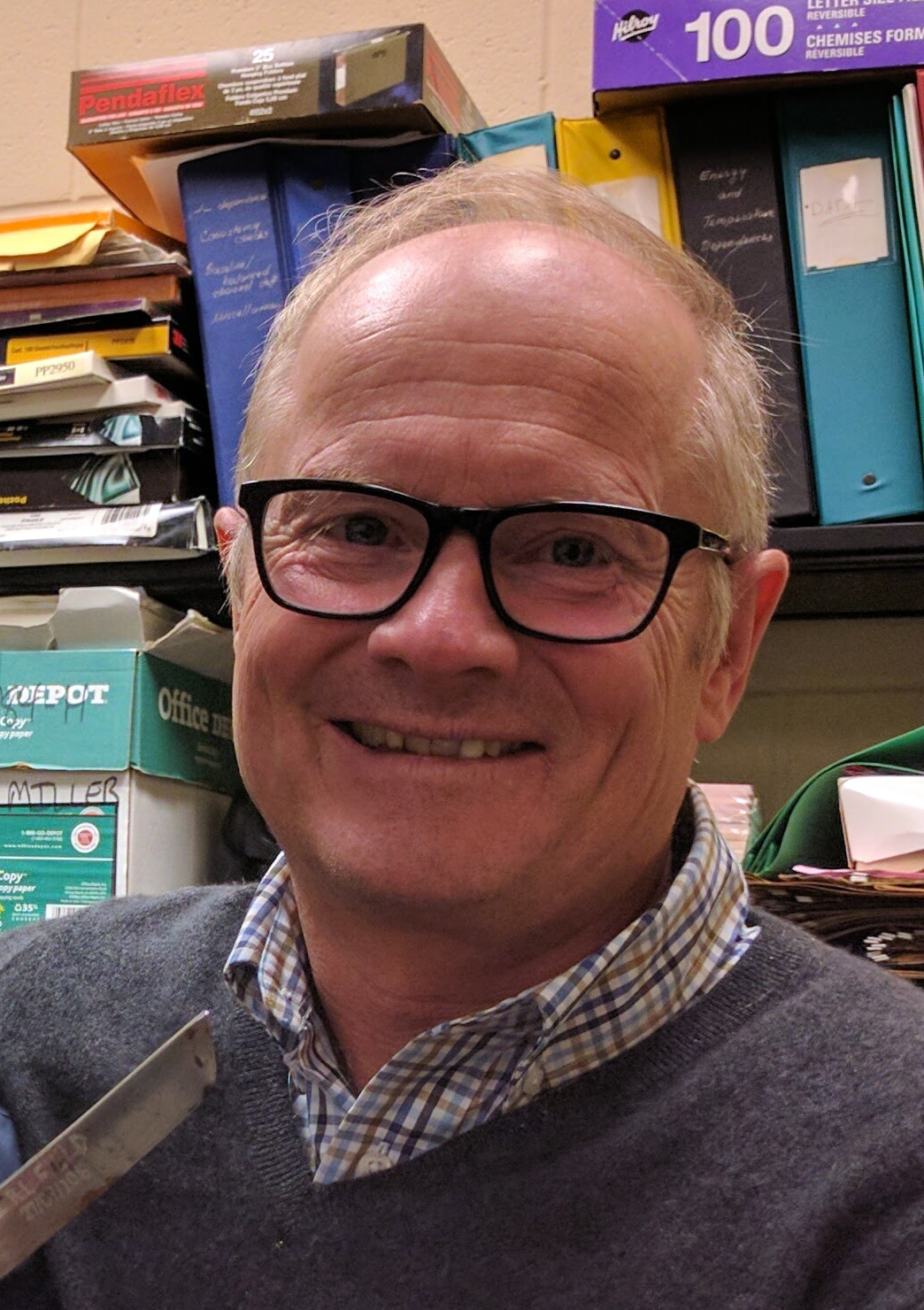
R. J. Dwayne Miller

R. J. Dwayne Miller FRS FRSC (* 1956) ist ein kanadischer Chemiker. Er ist Professor an der University of Toronto und war von 2014 bis 2020 Direktor am Max-Planck-Institut für Struktur und Dynamik der Materie in Hamburg.

## Leben
R. J. Dwayne Miller studierte ab 1974 an der University of Manitoba, wo er 1978 einen Bachelor of Science ablegte. In demselben Jahr wechselte er an die Stanford University, wo er bei Michael D. Fayer 1983 mit der Arbeit Part I, Electronic excited state transport and trapping in disordered systems ; Part II, Laser induced ultrasonics promovierte. Anschließend verbrachte er in den Jahren 1983 und 1984 einen Forschungsaufenthalt als NATO Science Fellow an der Universität Joseph Fourier im französischen Grenoble.
Nach seiner Rückkehr nach Nordamerika nahm er 1984 eine Stelle an der University of Rochester an, wo er zunächst Assistenzprofessor, ab 1988 Associate Professor und ab 1992 ordentlicher Professor für Chemie und Optik war.
Im Jahr 1995 wechselte Miller an die University of Toronto, wo er seitdem eine Professur für Chemie und Physik innehat; im Jahr 2007 erhielt er in Toronto den Status eines University Professor. Von 2005 bis 2010 war er Direktor des Institute for Optical Sciences an der Universität.
Am 1. Januar 2014 wurde Miller zusätzlich zu seiner Stellung in Toronto einer der Gründungsdirektoren des Max-Planck-Instituts für Struktur und Dynamik der Materie (MPSD) in Hamburg. Dort leitete er bereits seit 2010 die Abteilung „Dynamik in Atomarer Auflösung“, die zuvor Teil der Hamburger Max-Planck-Forschungsgruppe für strukturelle Dynamik gewesen war. Er verließ das MPSD zum 30. Juni 2020.

## Werk
Der Schwerpunkt von Millers Forschungsarbeit betrifft die Entwicklung von Techniken der Ultrakurzzeit-Spektroskopie unter Verwendung schneller gepulster Laser mit dem Ziel einer Beschreibung physikalischer und chemischer Prozesse auf atomarem Niveau, insbesondere von Prozessen mit Bedeutung in der Biologie.
Zu den wesentlichen Leistungen Millers in diesem Gebiet zählt die Entwicklung geeigneter Elektronenquellen, die es gestatteten, Atombewegungen mit hinreichender Auflösung in Ort und Zeit zu verfolgen, um die für Strukturänderungen relevanten Anfangsprozesse zu studieren. Auch in der Quantenkontrolle hat Miller bedeutende Beiträge erbracht.
Miller ist zudem engagiert in der Vermittlung naturwissenschaftlicher Inhalte im Schulunterricht. Insbesondere gründete er in Kanada die Veranstaltungsserie Science Rendezvous, an der bereits im Gründungsjahr 2008 15 000 Menschen teilnahmen und die inzwischen jährlich bis zu über 100 000 Teilnehmer landesweit hat.

## Ehrungen und Auszeichnungen
1997 verlieh ihm die Royal Society of Canada (RSC) die Rutherford Memorial Medal für hervorragende Leistungen in der Chemie. 1999 ernannte die RSC ihn zu ihrem Fellow. 2011 verlieh die Gesellschaft Miller die für Verdienste um die Wahrnehmung von Wissenschaft in der Öffentlichkeit vergebene McNeil Medal.
Die Canadian Society for Chemistry ehrte ihn im Jahr 2000 mit dem John  C. Polanyi Award, einem Preis für exzellente Forschung in physikalischer oder theoretischer Chemie in Kanada.
2009 erhielt er die CIC Medal, die höchste Auszeichnung des Chemical Institute of Canada.
Im Jahr 2015 war er Preisträger des von der American Chemical Society (ACS) verliehenen E. Bright Wilson Award. Der mit 5000 US-Dollar dotierte Preis wird von der ACS-Abteilung für Physikalische Chemie für „hervorragende Leistungen in grundlegender oder angewandter Spektroskopie in der Chemie“ vergeben.
Im Jahr 2016 erhielt Miller den Centenary Prize der Royal Society of Chemistry, 2017 ein Ehrendoktorat der University of Waterloo. 2023 wurde Miller zum Mitglied (Fellow) der Royal Society gewählt. Für 2025 sprach ihm die American Physical Society ihren Earle K. Plyler Prize zu.

## Publikationen (Auswahl)
- Bradley J. Siwick, Jason R. Dwyer, Robert E. Jordan, R. J. Dwayne Miller: An Atomic-Level View of Melting Using Femtosecond Electron Diffraction. In: Science. Band 302, Nr. 5649, 21. November 2003, S. 1382–1385, doi:10.1126/science.1090052.
- M. L. Cowan, B. D. Bruner, N. Huse, J. R. Dwyer, B. Chugh, E. T. J. Nibbering, T. Elsaesser, R. J. D. Miller: Ultrafast memory loss and energy redistribution in the hydrogen bond network of liquid H2O. In: Nature. Band 434, Nr. 7030, 10. März 2005, S. 199–202, doi:10.1038/nature03383.
- Valentyn I. Prokhorenko, Andrea M. Nagy, Stephen A. Waschuk, Leonid S. Brown, Robert R. Birge, R. J. Dwayne Miller: Coherent Control of Retinal Isomerization in Bacteriorhodopsin. In: Science. Band 313, Nr. 5791, 1. September 2006, S. 1257–1261, doi:10.1126/science.1130747.
- Germán Sciaini, Maher Harb, Sergei G. Kruglik, Thomas Payer, Christoph T. Hebeisen, Frank-J. Meyer zu Heringdorf, Mariko Yamaguchi, Michael Horn-von Hoegen, Ralph Ernstorfer, R. J. Dwayne Miller: Electronic acceleration of atomic motions and disordering in bismuth. In: Nature. Band 458, 13. Januar 2009, S. 56–59, doi:10.1038/nature07788.
- Ralph Ernstorfer, Maher Harb, Christoph T. Hebeisen, Germán Sciaini, Thibault Dartigalongue, R. J. Dwayne Miller: The formation of warm dense matter: Experimental evidence for electronic bond hardening in gold. In: Science. Band 323, Nr. 5917, 20. Februar 2009, S. 1033–1037, doi:10.1126/science.1162697.
- Hubert Jean-Ruel, Meng Gao, Michal A. Kochman, Cheng Lu, Lai Chung Liu, Ryan R. Cooney, Carole A. Morrison, R. J. Dwayne Miller: Ring-Closing Reaction in Diarylethene Captured by Femtosecond Electron Crystallography. In: The Journal of Physical Chemistry B. Band 117, Nr. 49, 12. Dezember 2013, S. 15894–15902, doi:10.1021/jp409245h.
- Meng Gao, Cheng Lu, Hubert Jean-Ruel, Lai Chung Liu, Alexander Marx, Ken Onda, Shin-ya Koshihara, Yoshiaki Nakano, Xiangfeng Shao, Takaaki Hiramatsu, Gunzi Saito, Hideki Yamochi, Ryan R. Cooney, Gustavo Moriena, Germán Sciaini, R. J. Dwayne Miller: Mapping molecular motions leading to charge delocalization with ultrabright electrons. In: Nature. Band 496, Nr. 7445, 17. April 2013, S. 343–346, doi:10.1038/nature12044.
- R. J. Dwayne Miller: Mapping atomic motions with ultrabright electrons: The chemists' gedanken experiment enters the lab frame. In: Annual Review of Physical Chemistry. Band 65, 1. April 2014, S. 583–604, doi:10.1146/annurev-physchem-040412-110117.
- Philip J. M. Johnson, Alexei Halpin, Takefumi Morizumi, Valentyn I. Prokhorenko, Oliver P. Ernst, R. J. Dwayne Miller: Local vibrational coherences drive the primary photochemistry of vision. In: Nature Chemistry. Band 7, Nr. 12, 15. Oktober 2015, S. 980–986, doi:10.1038/nchem.2398.
- Ryan L. Field, Lai Chung Liu, Wojciech Gawelda, Cheng Lu, R. J. Dwayne Miller: Spectral signatures of ultrafast spin crossover in single crystal [FeII(bpy)3](PF6)2. In: Chemistry – A European Journal. Band 22, Nr. 15, 25. Februar 2016, S. 5118–5122, doi:10.1002/chem.201600374.
- Rui Xian, Gastón Corthey, David M. Rogers, Carole A. Morrison, Valentyn I. Prokhorenko, Stuart A. Hayes, R. J. Dwayne Miller: Coherent ultrafast lattice-directed reaction dynamics of triiodide anion photodissociation. In: Nature Chemistry. Band 9, Nr. 15, 13. Februar 2017, S. 516–522, doi:10.1038/nchem.2751.
- Lai Chung Liu, Yifeng Jiang, Henrike Müller-Werkmeister, Cheng Lu, Gustavo Moriena, Manabu Ishikawa, Yoshiaki Nakano, Hideki Yamochi, R. J. Dwayne Miller: Ultrafast electron diffraction study of single-crystal (EDO-TTF)2SbF6: Counterion effect and dimensionality reduction. In: Chemical Physics Letters. Band 683, 2. Mai 2017, S. 160–165, doi:10.1016/j.cplett.2017.05.007.
- Yifeng Jiang, Lai Chung Liu, Henrike Müller-Werkmeister, Cheng Lu, Dongfang Zhang, Ryan L. Field, Antoine Sarracini, Gustavo Moriena, Eric Collet, R. J. Dwayne Miller: Structural dynamics upon photoexcitation in a spin crossover crystal probed with femtosecond electron diffraction. In: Angewandte Chemie. Band 56, Nr. 25, 16. Mai 2017, S. 7130–7134, doi:10.1002/anie.201702497.
- Anatoly A. Ischenko, Peter M. Weber, R. J. Dwayne Miller: Capturing chemistry in action with electrons: Realization of atomically resolved reaction dynamics. In: Chemical Reviews. Band 117, Nr. 16, 7. Juni 2017, S. 11066–11124, doi:10.1021/acs.chemrev.6b00770.